# Бабасов, Виктор Ильич
Виктор Ильич Бабасов (1928—1994) — сын полка, юнга в годы Великой Отечественной войны. Бригадир мотористов Днепровского машиностроительного завода имени В. И. Ленина Министерства общего машиностроения СССР, город Днепропетровск. Герой Социалистического Труда.

## Биография
Виктор Бабасов родился в 1928 году в городе Днепропетровск Днепропетровской области Украинской ССР. Летом 1941 года он был на каникулах в городе Торопец Калининской области РСФСР (ныне город в Тверской области России). С 29 августа 1941 года Торопец был оккупирован немецкими войсками и лишь 21 января 1942 года освобождён. После освобождения города Виктор Бабасов пошёл добровольцем в лыжный батальон и был зачислен сыном полка. Однако в боевых действиях не участвовал, начальник штаба майор Клыков, перед отправкой части на фронт выслал Виктора Бабасова в город Первоуральск Свердловской области РСФСР. В Первоуральске Виктор учился в ремесленном училище № 17 на электрослесаря.
Затем учился в школе юнг на Соловецких островах (Архангельская область) при учебном отряде Северного Флота. После окончания школы юнг служил на тральщике «435» электриком. Прослужил на флоте восемь лет и ушел в отставку командиром отделения электриков. После демобилизации вернулся в город Днепропетровск и начал работать на Днепровском машиностроительном заводе имени В. И. Ленина Министерства общего машиностроения СССР. Вскоре возглавил бригаду мотористов.
23 июля 1969 года указом Президиума Верховного Совета ССР Виктору Ильичу Бабасову присвоено звание Героя Социалистического Труда с вручением ордена Ленина и золотой медали «Серп и Молот».

## Награды
- Орден Ленина, 23 июля 1969 года
- Медаль «Серп и Молот», 23 июля 1969 года
- Орден Отечественной войны II степени, 6 ноября 1985 года[4]